# Ferrari California
Ferrari California är en sportbil från den italienska biltillverkaren Ferrari, som introducerades på Bilsalongen i Paris hösten 2008.
Det är en 2+2 sitsig cabriolet med fällbart plåttak. Motorn är, för första gången i en Ferrari, försedd med direktinsprutning. 
Dessutom är motorn monterad fram. Även den 7-växlade växellådan med dubbelkoppling är ny för märket.
På Genèvesalongen i mars 2014 planerar Ferrari att introducera den uppdaterade California T. Den största nyheten blir en ny turbomotor hämtad från koncernkollegan Maserati Quattroporte.
Motor:
| Modell       | Motor              | Cylindervolym | Effekt | Bränslesystem            |
| ------------ | ------------------ | ------------- | ------ | ------------------------ |
| California   | 8-cyl V-motor DOHC | 4244 cm³      | 460 hk | Direktinsprutning        |
| California T | 8-cyl V-motor DOHC | 3855 cm³      | 560 hk | Direktinsprutning, turbo |